# Onze-Lieve-Vrouwehospitaal (Ninove)

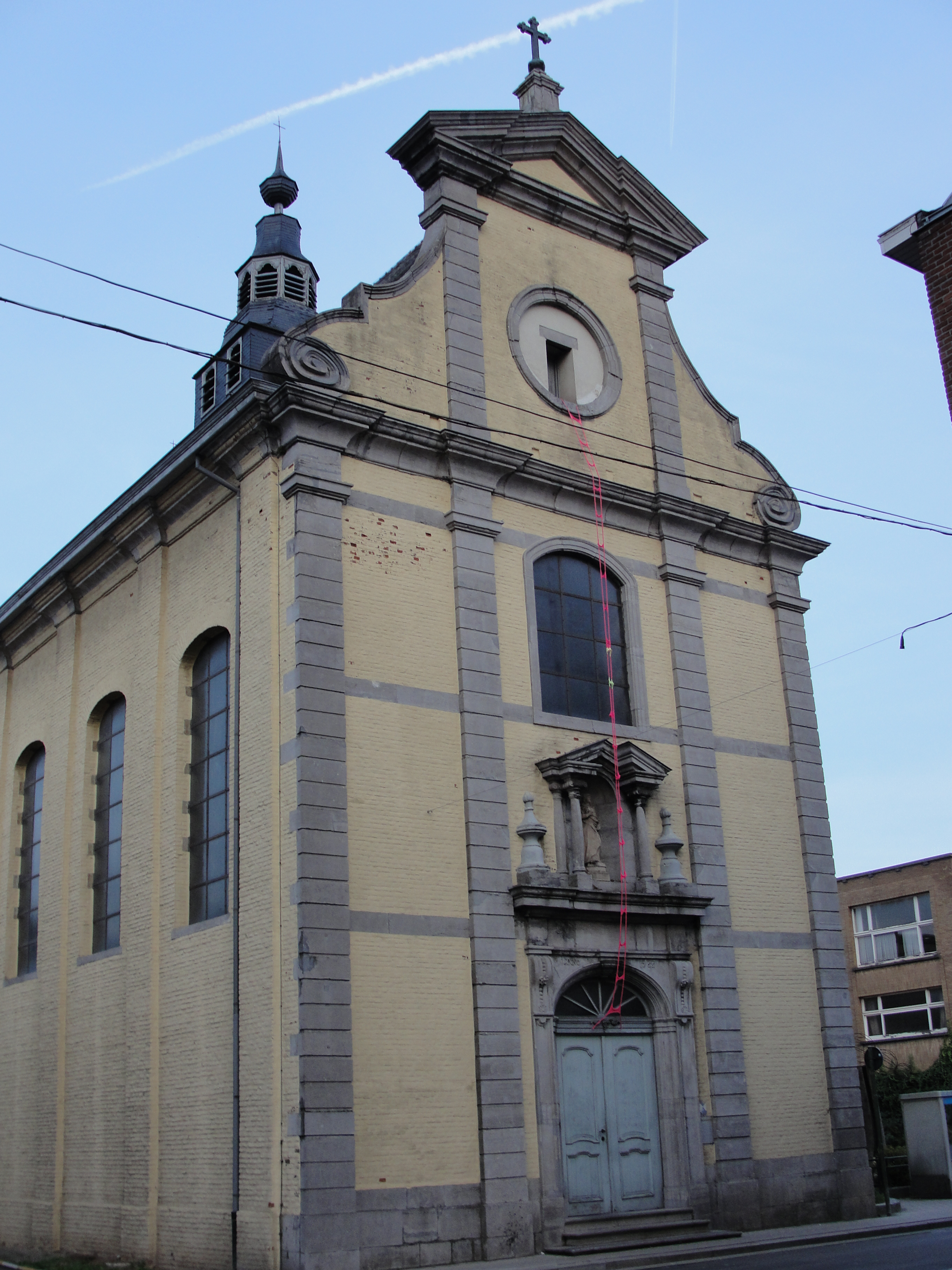
Hospitaalkapel

Het Onze-Lieve-Vrouwehospitaal is een voormalig ziekenhuis in de Oost-Vlaamse stad Ninove, gelegen aan Burchtstraat 44-46.

## Geschiedenis
In 1268 was er al sprake van een hospitaal op deze plaats, dat gesticht werd door Maria van Pervijs, die vrouwe was van Ninove. In 1763 werd het hospitaal, met de kapel, herbouwd. Het hospitaalcomplex werd later gesloopt en er kwamen nieuwe hospitaalgebouwen. Van de oude gebouwen bleef slechts de kapel gespaard. Later fuseerde het Onze-Lieve-Vrouwehospitaal met instellingen te Aalst en Asse en bleef in Ninove een campus aan de Biezenstraat.

## Kapel
De Hospitaalkapel van 1763 is in barokstijl. De voorgevel kenmerkt zich door pilasters en een driehoekig fronton. De communiebank en het houten altaar zijn in late rococostijl. Ook de lambrisering is uit de 2e helft van de 18e eeuw.